# St. Nikolai (Gladebeck)

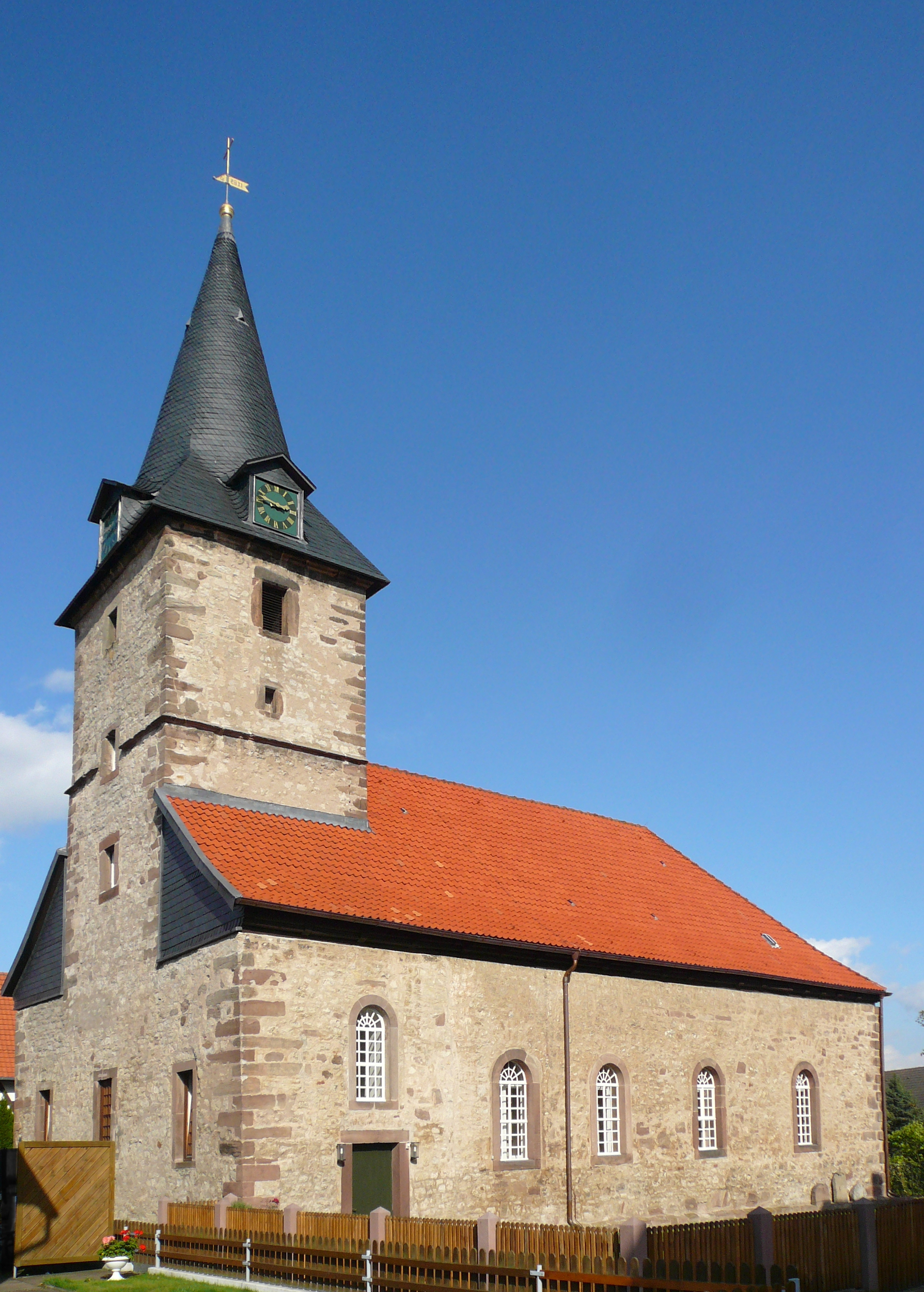
St. Nikolai

Die evangelisch-lutherische Dorfkirche St. Nikolai steht in Gladebeck, einem Ortsteil der Kleinstadt Hardegsen im Landkreis Northeim in Niedersachsen. Die Kirchengemeinde gehört zum Kirchenkreis Göttingen im Sprengel Hildesheim-Göttingen der Evangelisch-lutherischen Landeskirche Hannovers.

## Beschreibung
Die im Kern mittelalterliche Saalkirche wurde aus Bruchsteinen gebaut und mit Ecksteinen versehen. Aus dem Satteldach erhebt sich im Westen ein Dachturm, der mit einem schiefergedeckten spitzen Helm bedeckt ist. Im Erdgeschoss wird der Dachturm seit der Romanik mit rundbogigen Arkaden gestützt. Bei der Umgestaltung im Jahr 1734 wurde das Langhaus errichtet. Seine Bogenfenster prägen das äußere Erscheinungsbild. Die mittelalterlichen Teile im Westteil der Kirche wurden bei der Umgestaltung mit einbezogen. 
Der Innenraum ist durch einen Kanzelaltar geprägt. Die Orgel mit 17 Registern, verteilt auf zwei Manuale und ein Pedal, wurde 1862 von Johann Andreas Engelhardt gebaut und 1974 von Martin Haspelmath restauriert.